# Sankt Petersburg
Sankt Petersburg (ryska: Санкт-Петербург/Sankt-Peterburg; 1914–1924 Petrograd; 1924–1991 Leningrad, svenska: 1638-1703 Nyen) är en stad i västra Ryssland, belägen vid floden Nevas utlopp i Finska viken.
Sankt Petersburg är Rysslands näst största stad med cirka 5,2 miljoner invånare inom gränsen för dess federala stadsområde, inklusive bland annat Kolpino, Kronstadt, Pusjkin och den tidigare finska staden Terijoki. Stadens guvernör är Aleksandr Beglov (2018). Sankt Petersburg är ett populärt resmål i Ryssland.

## Historia
Ryska bosättningar vid änden av Finska viken (runt där det moderna Sankt Petersburg idag ligger) finns belagda sedan 700- eller 800-talet e.v.t. Området var vid den tiden känt som Izjorskaja Zemlja på ryska, alternativt Ingrien eller Ingermanland efter det folk som levde där: ingrer. Så småningom kom landet under Novgorods styre och på 1400-talet överfördes makten över Ingermanland (tillsammans med kontrollen av Novgorod) till storfurstendömet Moskva. Sverige annekterade Ingermanland 1617 och anlade därefter befästningar längs med floden Neva.

Sankt Petersburg grundades av den ryske tsaren Peter den store år 1703, i närheten av den plats där den ryske hjälten Alexander Nevskij år 1240 enligt ryska krönikor hade besegrat en mäktig svensk här, och där den svenska staden och fästningen Nyen, som Peter intagit den 1 maj 1703, då låg. Staden fick namnet Sankt Petersburg som syftade på aposteln Petrus men kan även anses vara uppkallad efter grundaren tsar Peter. Invånarna använder gärna kortformen Piter och gjorde ofta så även under sovjettiden då staden hette Leningrad.

Karta över Peter-Paulfästningen i Sankt Petersburg, 1722.

Staden var det enade Rysslands första verkliga östersjöhamn, och det strategiska läget gynnade stadens utveckling. Sankt Petersburg var avsett att bli – och blev snart – Rysslands "fönster åt väst", ett ryskt centrum för moderna västerländska idéer. Under hela tsartiden förblev den en markant mer europeisk stad än någon annan i den ryska delen av imperiet, i både arkitektur, kulturell atmosfär och livsstil.
Klyftan mellan huvudstaden och resten av landet är ett omtyckt tema i den klassiska ryska litteraturen (som till stor del skrevs i S:t Petersburg).
Joseph Brodsky har påpekat att den ryska 1800-talslitteraturen även under sovjettiden kom att fullfölja det civiliserande uppdrag gentemot folket som Peter den store hade drömt om – i opposition mot de styrande och deras idéer: "There is another St. Petersburg which exists in the pages of Russian novels and poetry, and which (...) transforms Soviet schoolchildren into the Russian people".

År 1712 övertog Sankt Petersburg huvudstadsfunktionen från Moskva, och staden förblev säte för den ryska makten fram till 1918 (utom 1728–1732), då Moskva i skuggan av den ryska revolutionen och första världskriget åter utsågs till huvudstad.

Uppståndelsekyrkan, Sankt Petersburg.

Staden hette Petrograd mellan 31 augusti 1914 och 24 januari 1924; staden bytte namn när första världskriget hade brutit ut, eftersom man inte ville att huvudstaden skulle ha ett tyskklingande namn när man stred mot tyskarna. Tre dagar efter Lenins död 21 januari 1924 ändrades stadens namn till Leningrad.

### Belägringen av Leningrad
Under andra världskriget belägrades Leningrad från och med september 1941 till och med januari 1944, och över en miljon människor, de flesta civila, dog. Merparten avled inte av de tyska granaterna och bombplanens räder, utan av svält och kyla, främst under den kalla vintern 1941–1942, då det dog upp till 4 000 människor per dag i staden. Landområdena omkring Leningrad var avskurna av tyskar och finländare, och den enda flyktvägen gick över Ladogasjön.
Hitler bad Mannerheim flera gånger att anfalla Leningrad, men finländarna vägrade att lämna de gamla på nytt erövrade områdena och den gamla gränsen som de från början hade haft som mål. Det var en stor prestigeförlust för Hitler. I början av 1943 bröts blockaden och belägringen till stor del, även om det tyska artilleriet fortsatte att bombardera staden med granater ett år till. Händelsen är känd som de niohundra dagarna.
I juli 1991 återinfördes stadens gamla tyska namn Sankt Petersburg efter en folkomröstning. Det officiella namnet på området kring Sankt Petersburg är dock fortfarande Leningradskaja oblast ("Leningrads län").

### Namnhistoria
| 1617–1702 | Nyen             | Svenskt namn på Sankt Petersburgs föregångare                                      |
| 1702–1703 | Slotburg         | Omdöpt efter rysk erövring                                                         |
| 1703–1914 | Sankt Petersburg | Officiellt ryskt namn efter freden i Nystad 1721                                   |
| 1914–1924 | Petrograd        | Namngavs i början av första världskriget 1914                                      |
| 1924–1991 | Leningrad        | Namngavs efter Sovjets ledare Vladimir Lenins död 1924                             |
| från 1991 | Sankt Petersburg | Namngavs efter folkomröstningen i staden 1991, kort före Sovjetunionens upplösning |

I Sverige användes på 1800-talet även namnet Petersburg utan epitetet Sankt. Ett annat namn, som använts både i Sverige och i Finland (bland annat av fältmarskalk, senare marskalk av Finland Gustaf Mannerheim), är Nevastaden.

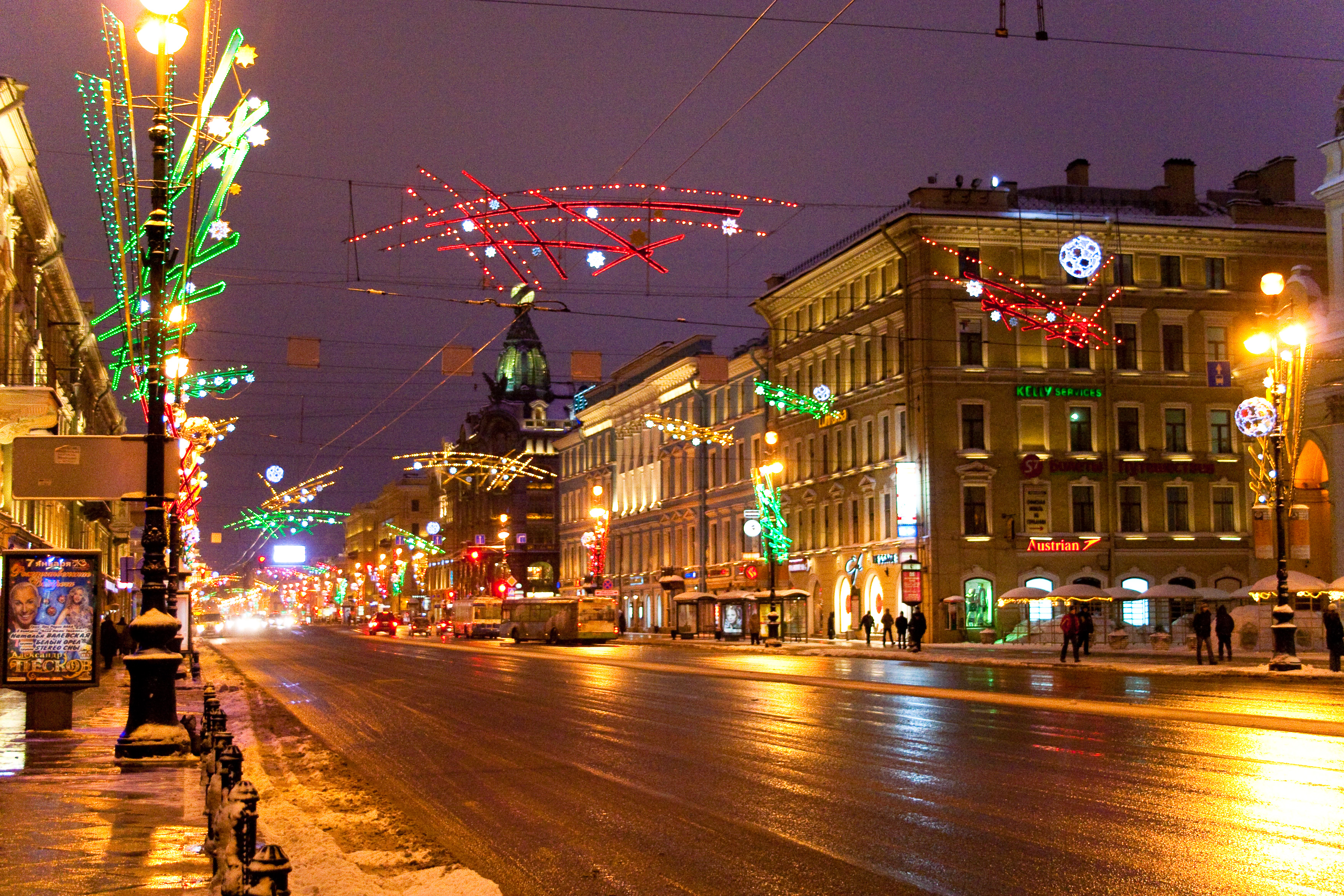
Nevskij prospekt.

## Ekonomi
Staden är huvudcentrum för maskinutveckling, inklusive kraftverksutrustning, maskiner, varv, verktygstillverkning, metallurgi, kemikalier, tryckerier och som en av de största hamnarna i Östersjön.
Monetnyj Dvor är vid sidan av Goznak i Moskva den enda platsen i Ryssland som tillverkar mynt, medaljer och märken.
Ford började utveckla bilar här år 2002, Toyota bygger fabriker i en av förorterna, och den ryska regeringen förhandlar med General Motors och Nissan om bygglov för dessa nära staden.

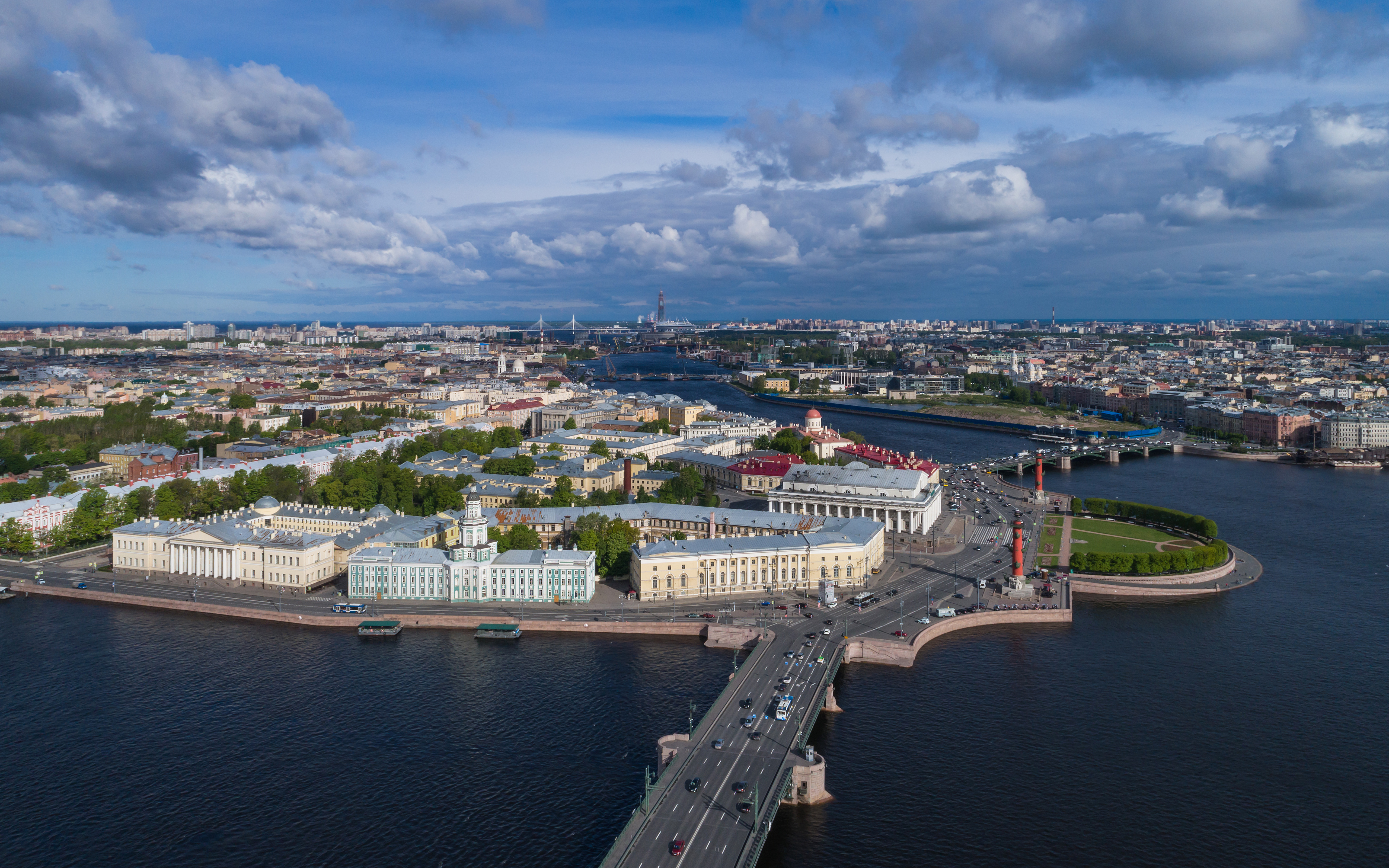
Centrala staden.

År 2006 nådde Sankt Petersburgs ekonomi en volym på mer än 6 miljarder amerikanska dollar och planerades att nå 8 miljarder år 2008.
Även energijätten Gazprom planerar att flytta sitt huvudkontor till staden och håller på att bygga en skyskrapa på 263 m vid floden Neva.

## Utbildning

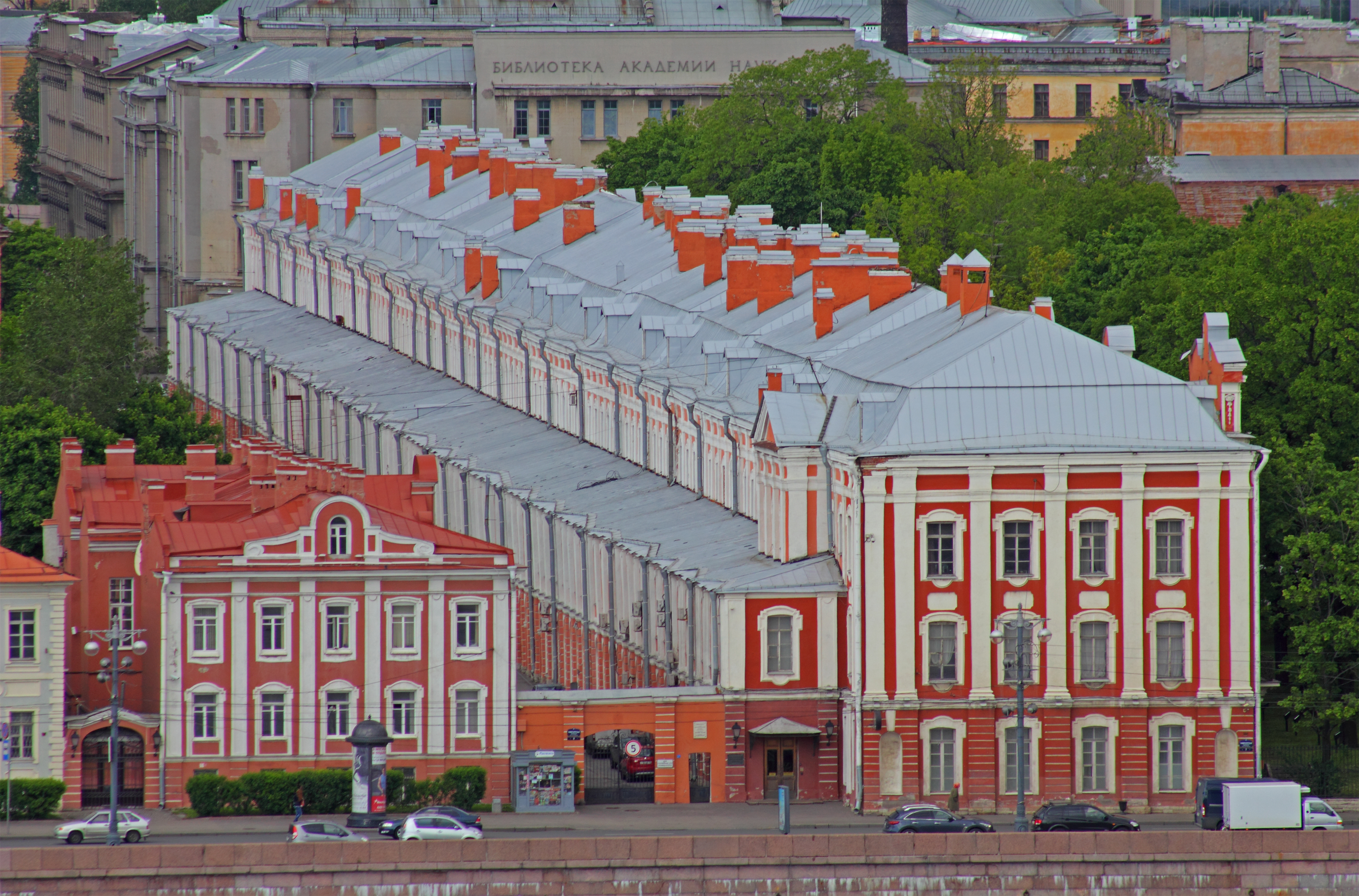
Sankt Petersburgs universitets historiska huvudbyggnad.

Stadens största universitet är Sankt Petersburgs universitet. Universitetet var den första högre akademiska institution som grundades i Ryssland, och räknar sina anor från 1724, då som en forskningsinstitution under den kejserliga vetenskapsakademien som grundades av Peter den store. Som utbildningsinstitution har universitetet existerat oavbrutet sedan 1819. Det var under sovjettiden känt som Leningrads universitet.
Peter den store-universitetet, Sankt Petersburgs polytekniska universitet, grundades 1899 och erbjuder utbildningar inom teknik och tillämpad matematik och fysik.
Herzen-universitetet, Sankt Petersburgs pedagogiska statsuniversitet, grundades 1797 under Paul I som en skola för föräldralösa och omvandlades under 1800-talet till ett lärarseminarium.
Sankt Petersburgs ekonomiska statsuniversitet grundades 1930 under sovjettiden genom att den reformerade ekonomiska fakulteten avknoppades från det polytekniska universitetet. Det är idag ett av de högst rankade ekonomiska lärosätena i Ryssland.
Militära tekniska universitetet utbildar militäringenjörer inom olika områden och grundades av Alexander I av Ryssland 1810.
I Sankt Petersburg finns även flera traditionsrika högskolor. Handelshögskolan i Stockholm grundade år 1997 en systerskola i Sankt Petersburg, kallad Stockholm School of Economics in Russia, på initiativ av handelshögskolans rektor Staffan Burenstam Linder.

## Klimat
Sankt Petersburg har ett fuktigt inlandsklimat med korta varma somrar och långa kalla vintrar. Sankt Petersburgs klimat liknar Helsingfors klimat, förutom att Sankt Petersburg har varmare somrar och kallare vintrar. Detta beror på att Sankt Petersburg är beläget längre österut än Helsingfors.
|                                            | Jan  | Feb  | Mar  | Apr | Maj  | Jun  | Jul  | Aug  | Sep  | Okt | Nov  | Dec  |
| ------------------------------------------ | ---- | ---- | ---- | --- | ---- | ---- | ---- | ---- | ---- | --- | ---- | ---- |
| Normaldygnets maximitemperaturs medelvärde | −2,3 | −1,4 | 4,1  | 9,2 | 16,1 | 20,5 | 22,2 | 20,6 | 14,6 | 8,5 | 1,8  | −0,7 |
| Normaldygnets minimitemperaturs medelvärde | −7,9 | −7,7 | −2,9 | 1,6 | 7,1  | 11,9 | 14,0 | 13,0 | 8,0  | 3,7 | −2,1 | −5,5 |
|                                            |      |      |      |     |      |      |      |      |      |     |      |      |
| Nederbörd                                  | 40   | 31   | 35   | 33  | 38   | 64   | 78   | 77   | 67   | 65  | 56   | 49   |

| Diagram | temperaturer i °C • månadsnederbörd i mm | temperaturer i °C • månadsnederbörd i mm | temperaturer i °C • månadsnederbörd i mm | temperaturer i °C • månadsnederbörd i mm | temperaturer i °C • månadsnederbörd i mm | temperaturer i °C • månadsnederbörd i mm | temperaturer i °C • månadsnederbörd i mm | temperaturer i °C • månadsnederbörd i mm | temperaturer i °C • månadsnederbörd i mm | temperaturer i °C • månadsnederbörd i mm | temperaturer i °C • månadsnederbörd i mm | temperaturer i °C • månadsnederbörd i mm |
|         | 40 -2 -8                                 | 31 -1 -8                                 | 35 4 -3                                  | 33 9 2                                   | 38 16 7                                  | 64 21 12                                 | 78 22 14                                 | 77 21 13                                 | 67 15 8                                  | 65 9 4                                   | 56 2 -2                                  | 49 -1 -6                                 |

## Administrativ indelning

Sankt Petersburgs stadsdistrikt:
1. Admiraltejskij
2. Vasileostrovskij
3. Vyborgskij
4. Kalininskij
5. Kirovskij
6. Kolpinskij
7. Krasnogvardejskij
8. Krasnoselskij
9. Kronstadt
10. Kurortnyj
11. Moskovskij
12. Nevskij
13. Petrogradskij
14. Petrodvortsovyj
15. Primorskij
16. Pusjkinskij
17. Frunzenskij
18. Tsentralnyj

Sankt Petersburg är indelat i arton stadsdistrikt.
| Stadsdistrikt     | Antal invånare | Antal invånare  |
| Stadsdistrikt     | 9 oktober 2002 | 14 oktober 2010 |
| ----------------- | -------------- | --------------- |
| Admiraltejskij    | 187 837        | 157 897         |
| Frunzenskij       | 405 274        | 401 779         |
| Kalininskij       | 469 409        | 504 641         |
| Kirovskij         | 338 820        | 334 746         |
| Kolpinskij        | 175 396        | 177 448         |
| Krasnogvardejskij | 336 342        | 337 091         |
| Krasnoselskij     | 305 129        | 330 546         |
| Kronsjtadtskij    | 43 385         | 43 005          |
| Kurortnyj         | 67 511         | 70 589          |
| Moskovskij        | 275 884        | 288 744         |
| Nevskij           | 438 061        | 466 013         |
| Petrodvortsovyj   | 115 318        | 128 156         |
| Petrogradskij     | 134 607        | 130 455         |
| Primorskij        | 393 960        | 507 238         |
| Pusjkinskij       | 101 655        | 135 973         |
| Tsentralnyj       | 236 856        | 214 625         |
| Vasileostrovskij  | 199 692        | 203 058         |
| Vyborgskij        | 419 567        | 447 562         |
| TOTALT            | 4 661 219      | 4 879 566       |

Petrodvortsovyj inkluderar Lomonosovskij, som var ett eget stadsdistrikt 2002. Det federala stadsområdet inkluderar inte bara Sankt Petersburg, utan även ett antal andra städer och orter under denna stads administration. Se tabell nedan.

### Orter under stadens administration

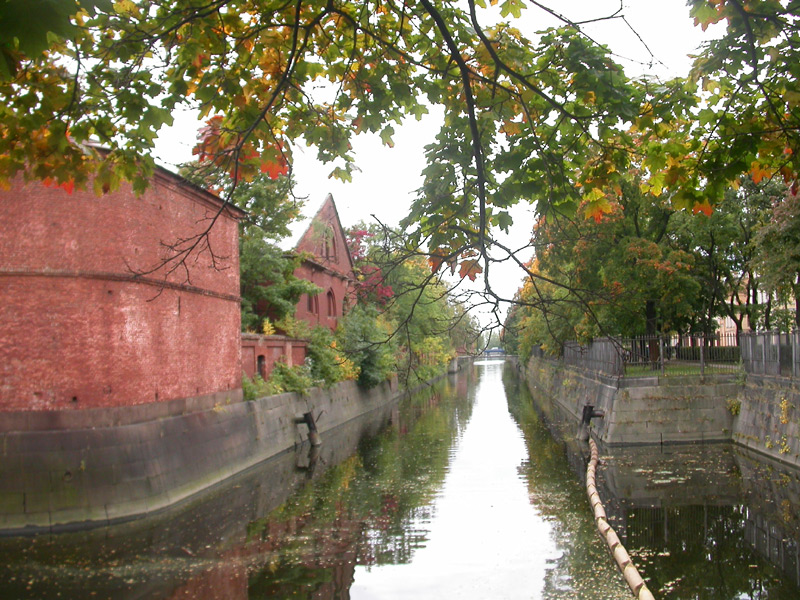
Kanal i Kronstadt.

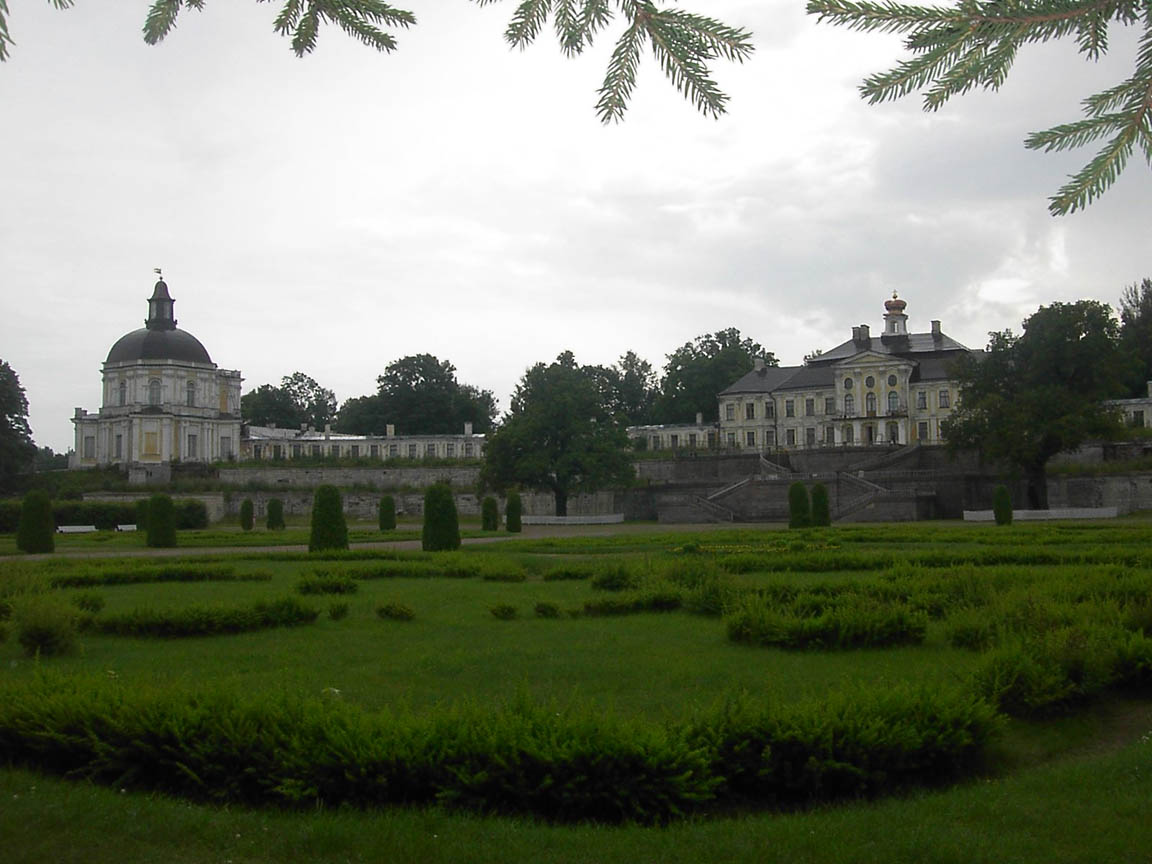
Oranienbaumpalatset i Lomonosov.

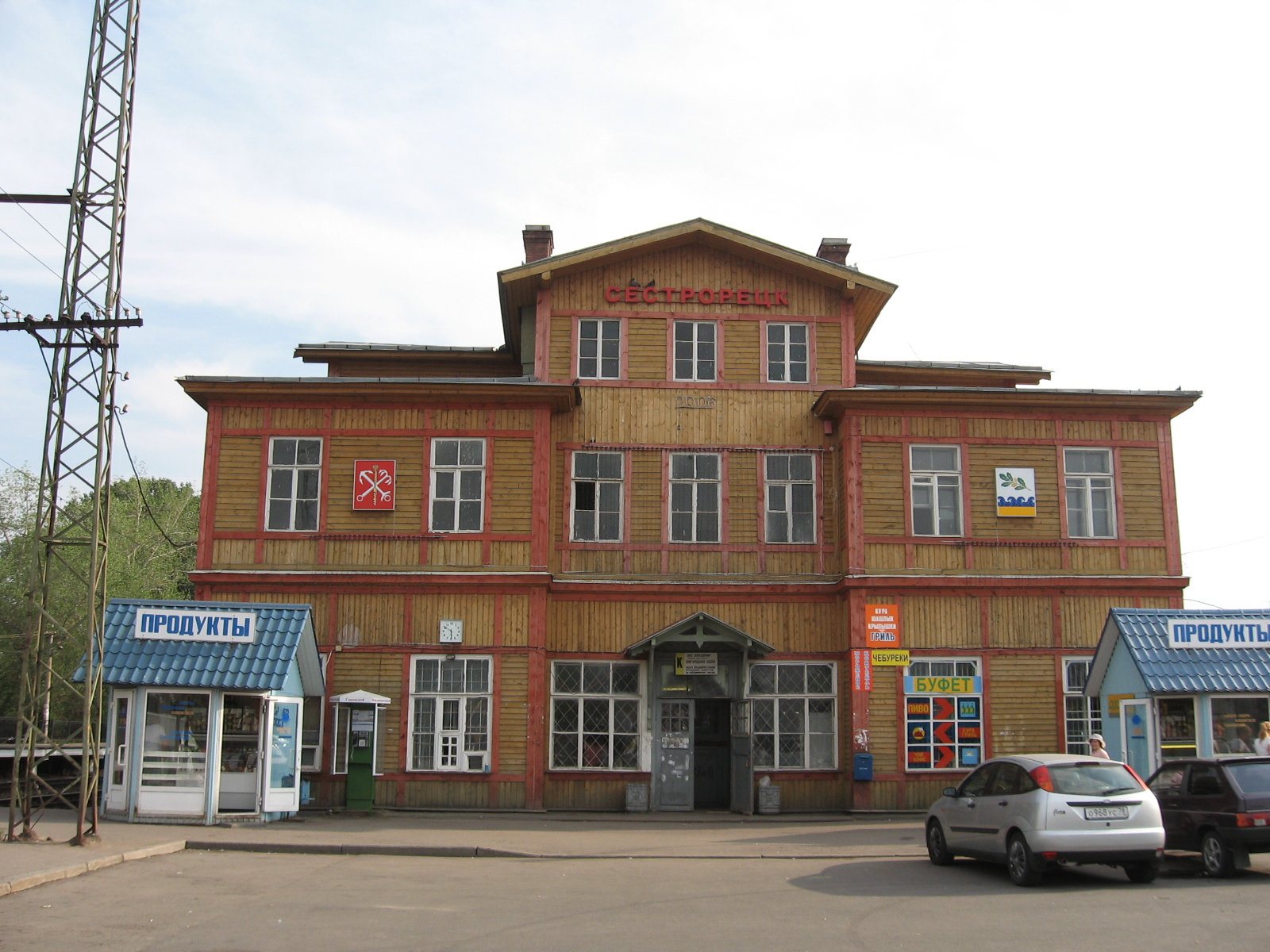
Järnvägsstationen i Systerbäck.

Det federala stadsområdet inkluderar, förutom Sankt Petersburg, även trettio andra mindre städer och orter. Dessa motsvarade 13,63 procent av områdets totala befolkning i början av 2015, 707 535 invånare av totalt 5 191 690.
| Stad/Ort                 | Antal invånare 1 januari 2015 |
| ------------------------ | ----------------------------- |
| Kolpino                  | 144 801                       |
| Pusjkin                  | 101                           |
| Peterhof                 | 76 827                        |
| Krasnoje Selo            | 52 573                        |
| Sjusjary                 | 49 820                        |
| Kronstadt (Kronsjtadt)   | 44 074                        |
| Lomonosov                | 43 209                        |
| Systerbäck (Sestroretsk) | 39 394                        |
| Pargolovo                | 35 555                        |
| Metallostroj             | 28 360                        |
| Pavlovsk                 | 16 461                        |
| Terijoki (Zelenogorsk)   | 14 776                        |
| Strelna                  | 13 632                        |
| Pontonnyj                | 8 828                         |
| Pesotjnyj                | 8 702                         |
| Lisij Nos                | 5 032                         |
| Levasjovo                | 4 221                         |
| Aleksandrovskaja         | 2 646                         |
| Repino                   | 2 571                         |
| Beloostrov               | 2 181                         |
| Ust-Izjora               | 2 138                         |
| Molodezjnoje             | 1 674                         |
| Solnetjnoje              | 1 619                         |
| Sapernyj                 | 1 582                         |
| Tjarlevo                 | 1 565                         |
| Komarovo                 | 1 284                         |
| Petro-Slavjanka          | 1 264                         |
| Smoljatjkovo             | 723                           |
| Usjkovo                  | 649                           |
| Serovo                   | 273                           |

## Kommunikationer

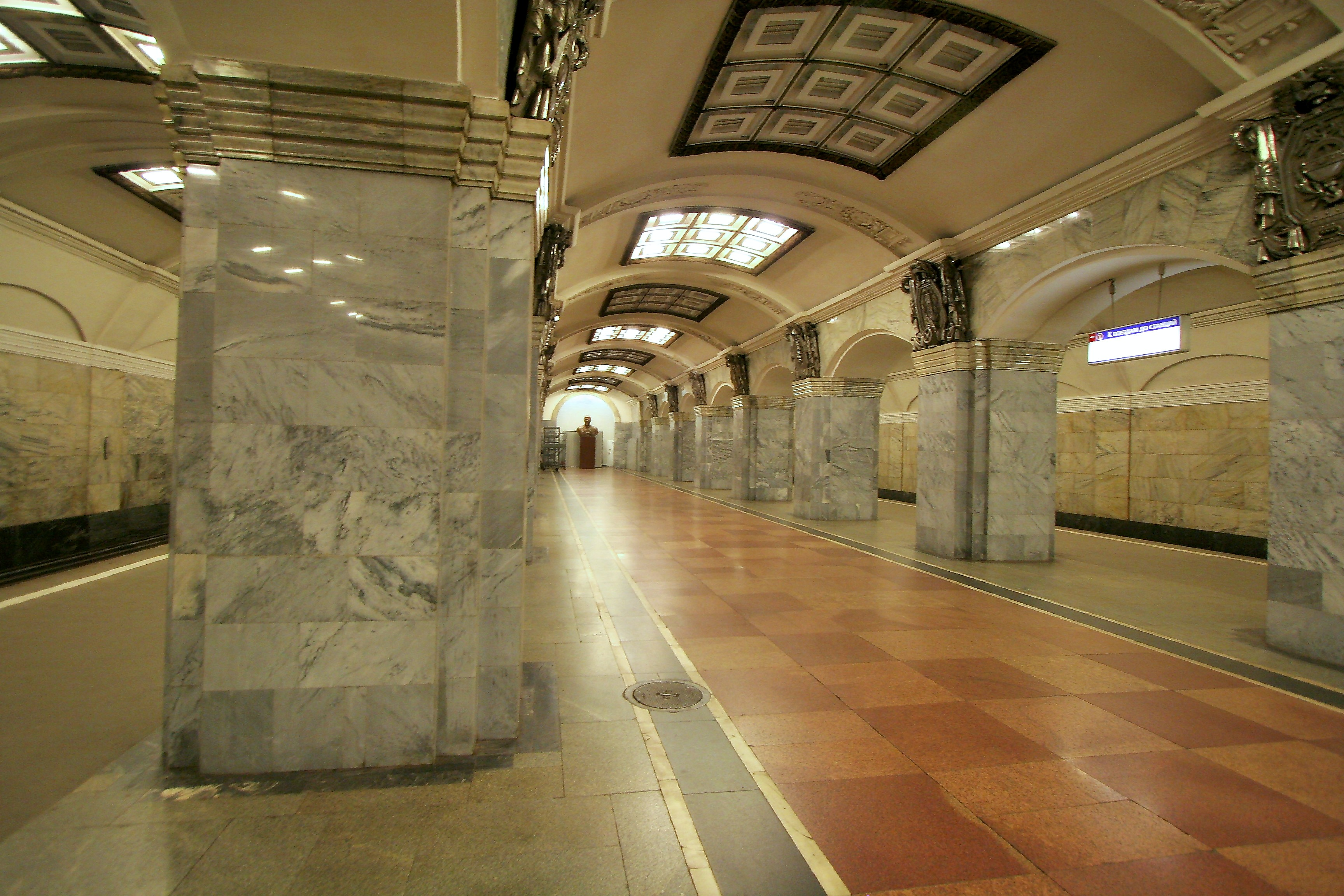
Kirovsky Zavod station i Sankt Petersburgs tunnelbana.

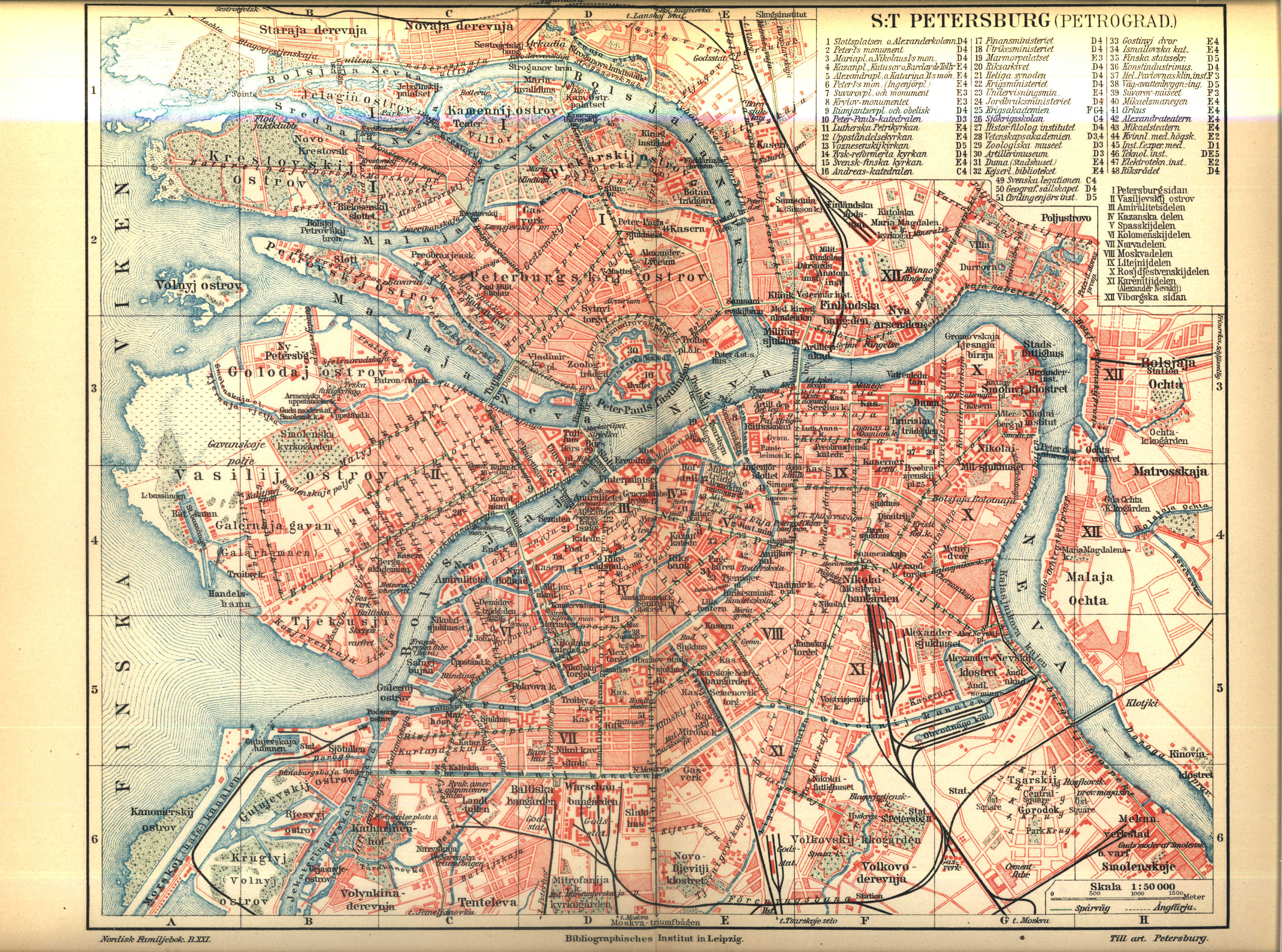
Karta över Sankt Petersburg på 1910-talet (ur Nordisk familjebok).

Staden har ett välutvecklat kollektivtransportsystem, bland annat ett spårvagnsnät, som räknas vara världens längsta. Tunnelbana samt bussar täcker innerstad med förorter. Staden är ett stort transportnav även när det gäller sjöfart och vägar.

### Tunnelbana
Sankt Petersburgs tunnelbana öppnades år 1955 och är Rysslands näst största tunnelbanenät med fem olika linjer som trafikerar innerstaden med förorter. Tunnelbanestationerna ligger mycket djupt under marken och har utsmyckats likt Moskvas tunnelbanestationer.

### Spårvagn
Sankt Petersburgs spårvagnar finns runt om i hela staden. I slutet av 1980-talet hade staden världens längsta spårvägssystem med en sammanlagd spårlängd på 340 kilometer. I början av 2000-talet var utsträckningen 220 kilometer.

### Tåg
Sankt Petersburg har fem fungerande järnvägsstationer för tåg i olika riktningar:
- Baltijskij järnvägsstation mot Baltikum, Pskov och regionala tåg till Gattjina, Peterhof och Lomonosov
- Vitebskij järnvägsstation med tåg till Ukraina, Moldavien, Belarus, Kaliningrad (före detta Königsberg), samt regionala tåg till bland annat Pusjkin (stad)
- Ladozjskij järnvägsstation med tåg mot bland annat Finland, Murmansk och Archangelsk. Tolstoi-nattåget mellan Helsingfors och Moskva avgår från denna station.
- Moskovskij järnvägsstation mot bland annat Moskva
- Finlandsstationen med regionala tåg mot Viborg och Systerbäck samt höghastighetståget Allegro till Finland

Till Finland finns det reguljära järnvägsförbindelser till Helsingfors via Viborg (på den ryska sidan), Kouvola och Lahtis. Tågen till Helsingfors körs med höghastighetståg (Sm6).
Varsjavskij järnvägsstation stängdes ner 2001 och fungerar nu som museum och nöjescentrum.

### Sjöfart

Äldre hydrografisk karta över farvattnet och redden vid St Petersburg, utan djupsiffror.

Hamnar finns i Finska viken, i Östersjön (via kanaler) samt i floden Neva. Staden är terminal för Volga‑Östersjövattenvägen som kopplar samman Östersjön med Svarta havet. Det finns färjelinjer som går till Helsingfors samt Stockholm med St. Peter Line. Inget visum krävs då man åker på 72-timmars kryssningar.

### Vägar
Sankt Petersburg är centrum för lokala bilvägtransporter. En ringväg (KAD) runt staden är under byggnad, den första sektionen öppnade för trafik år 2002 och hela ringen skulle enligt planerna vara färdigbyggd år 2012.

### Flyg
Flyg till Sankt Petersburg går till Pulkovos internationella flygplats, som har både inrikes och internationell trafik.

## Sevärdheter
- Eremitaget
- Vinterpalatset
- Peter-Paulfästningen
- Marsfältet
- Nevskij prospekt
- Mariinskij-teatern
- Dostojevskijmuseet
- Kazankatedralen
- Uppståndelsekyrkan
- Isakskatedralen
- Kryssaren Avrora
- Grand Hotel Europe

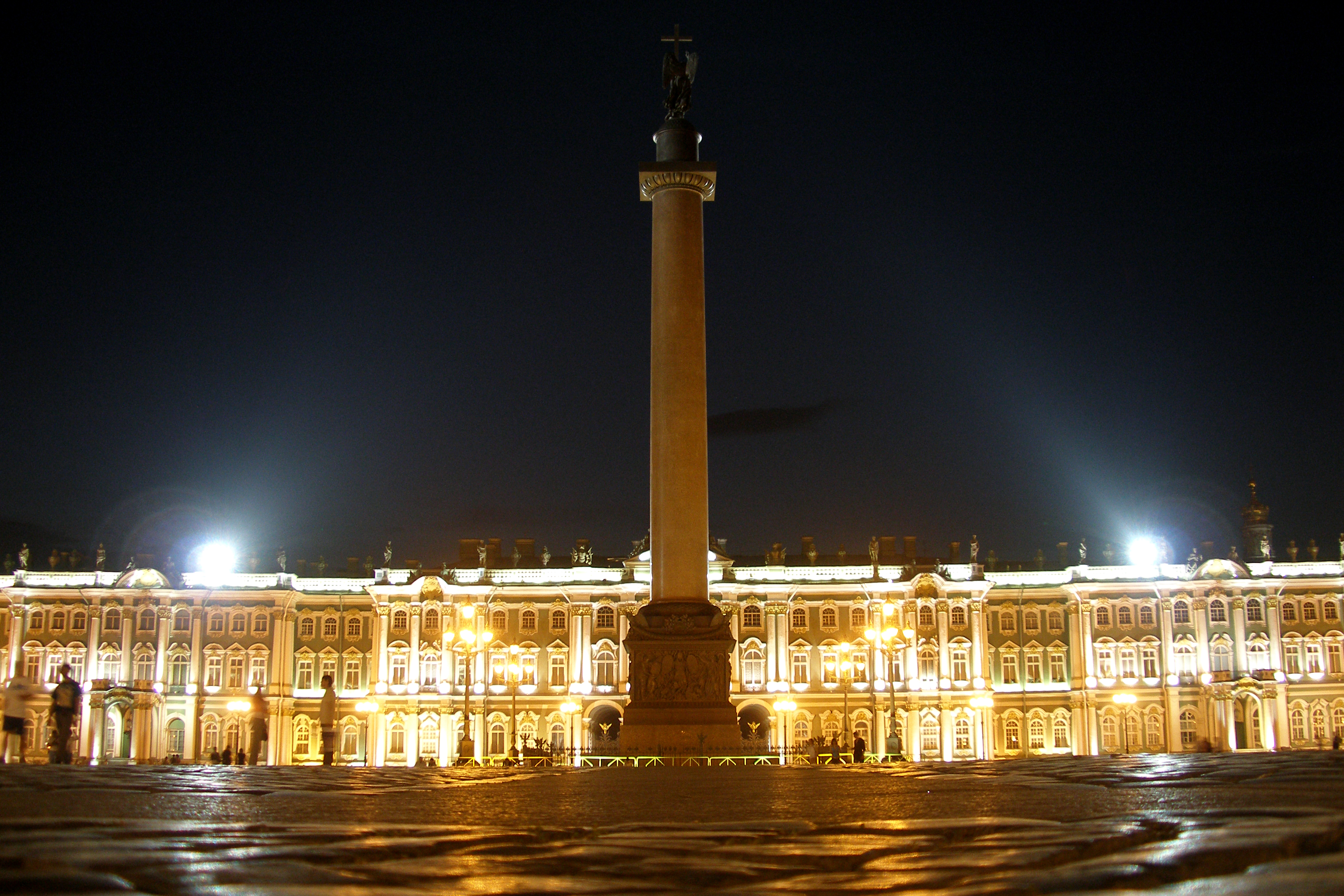
Vinterpalatset i Sankt Petersburg.

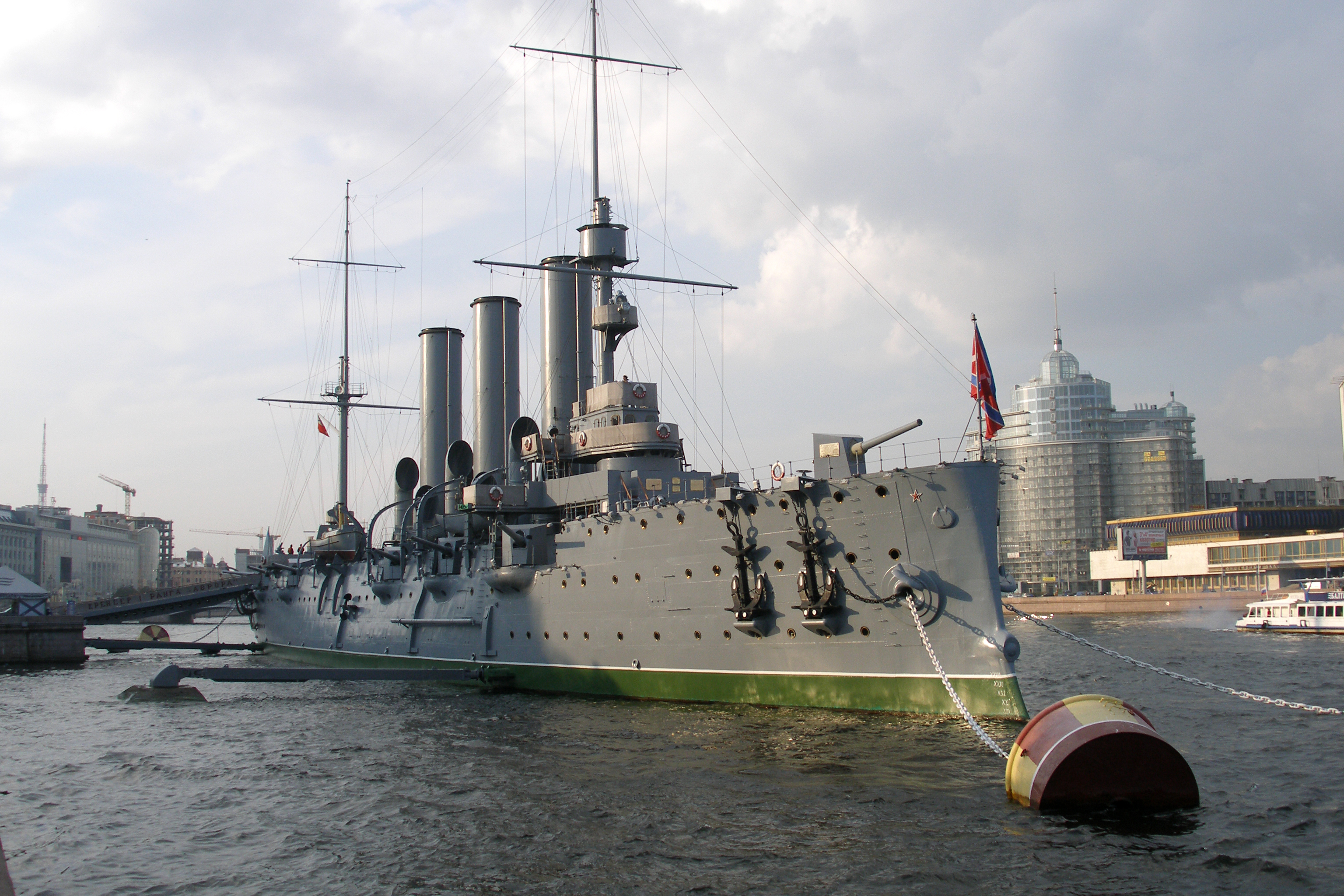
Kryssaren Avrora i Sankt Petersburg.

Strax utanför Sankt Petersburg ligger de storslagna slotts- och parkanläggningarna Peterhof ("Rysslands Versailles") och Tsarskoje Selo som var sommarresidens åt de forna tsarerna.

## Hotell, restauranger och uteliv
Sankt Petersburg har ett rikt kulturliv och nattliv, speciellt för den som kan ett par ord ryska. Det är bra att åtminstone kunna stava sig genom ryska alfabetet, då blir många ord läsbara eftersom det finns många lånord i språket, främst tyska.
Några populära ställen:
- Club Datcha (Dymskaja Ulitsa, till höger om Gostinij Dvor när man kommer från Nevskij Prospekt)
- Cafe Idiot (Naberezjnaja Reki Moiki 82), som är känt för Borsjtj och att alltid bjuda på en "complimentary vodka" oavsett andra beställningar.

## Sport

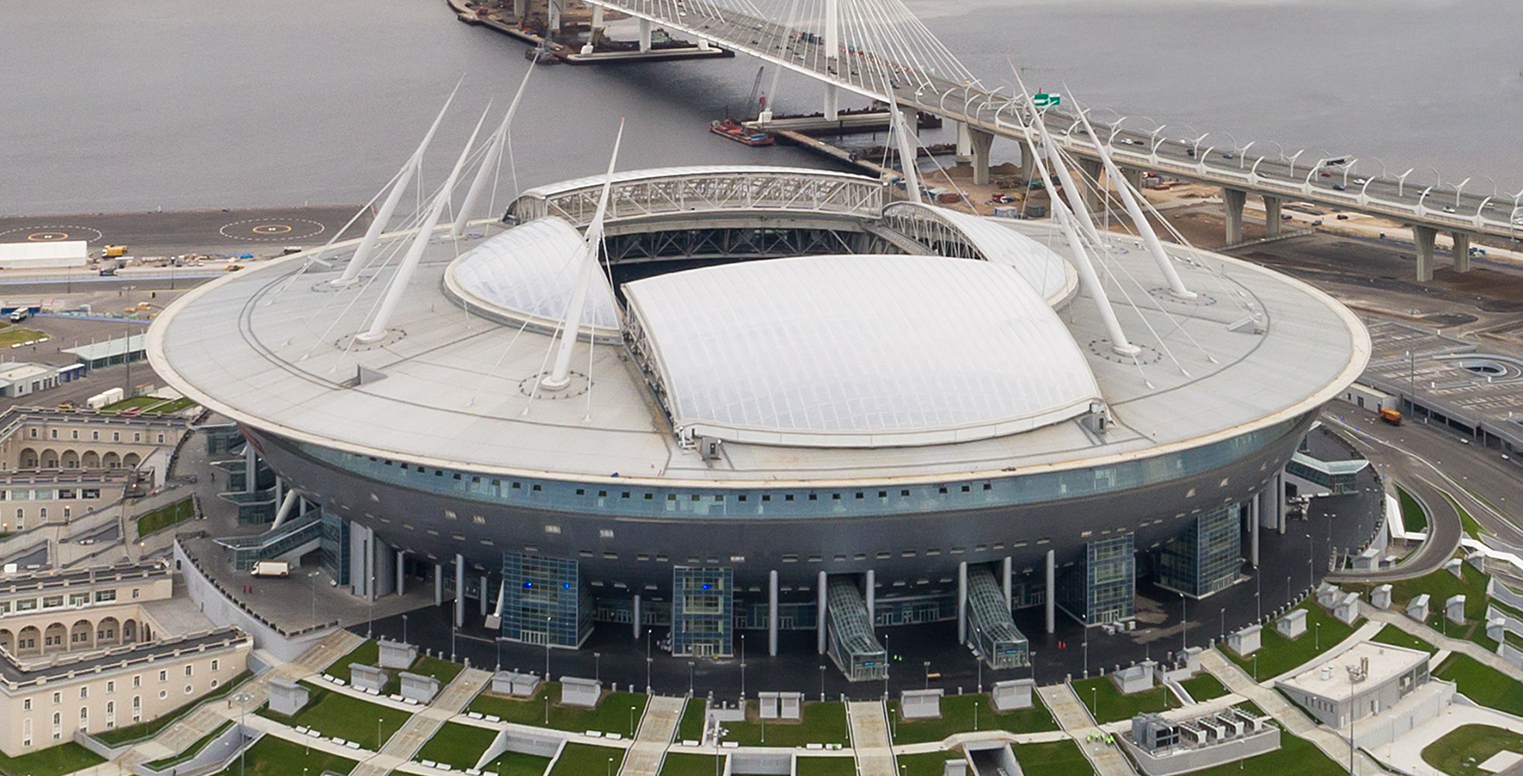
Krestovskij stadion, FC Zenits hemmaplan.

Fotbollslaget FC Zenit Sankt Petersburg är det enda ryska topplag som kommer från Sankt Petersburg. FC Zenit spelar sina hemmamatcher på Krestovskij stadion, som ligger på Krestovskijön. Zenit, som spelar i Ryska Premier League blev mästare 2007, och året därpå vann laget UEFA-cupen 2007-2008 och UEFA Super Cup.
SKA Sankt Petersburg (ryska: СКА Санкт-Петербург) är en rysk ishockeyklubb från Sankt Petersburg i Ryssland, som spelar i KHL. Klubben bildades 1946 som DO Kirov Leningrad. Laget spelar sina hemmamatcher på Ispalatset i Sankt Petersburg, som rymmer 12 300 åskådare. År 2015 och 2017 vann laget Gagarin Cup.

## Vänorter
| - Belgrad, Serbien - Debrecen, Ungern - Dresden, Tyskland - Gdańsk, Polen - Hamburg, Tyskland - Esfahan, Iran - Istanbul, Turkiet - Košice, Slovakien - Lansing, Michigan, USA - Los Angeles, USA - Manchester, Storbritannien | - Melbourne, Australien - Milano, Italien - Bombay, Indien - Naypyidaw, Myanmar - Osaka, Japan - Rotterdam, Nederländerna - Shanghai, Kina - Åbo, Finland - Warszawa, Polen - Zagreb, Kroatien - Saint Petersburg, Florida, USA | - Helsingfors, Finland - Guadalajara, Mexiko, Mexiko |

## Bildgalleri

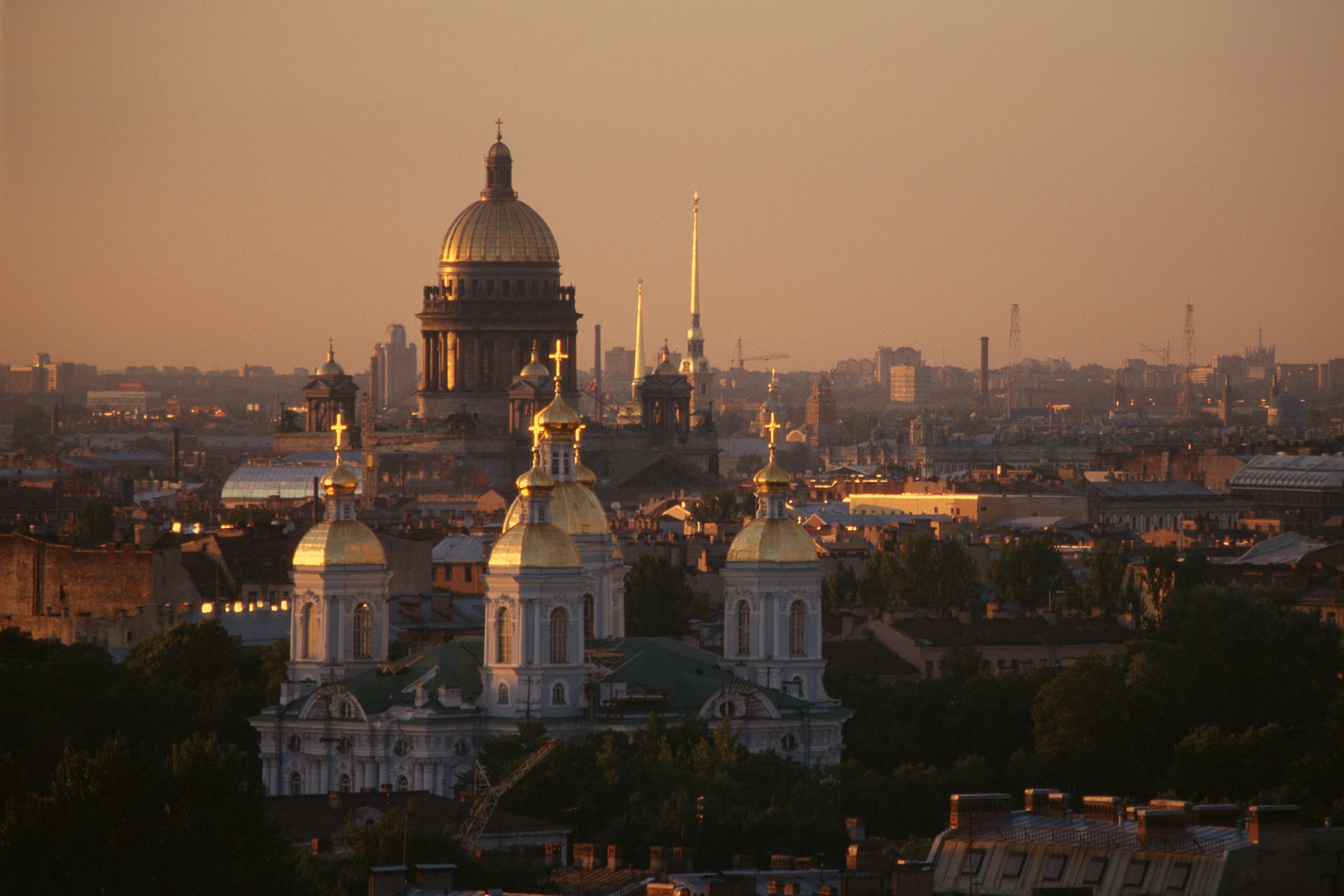
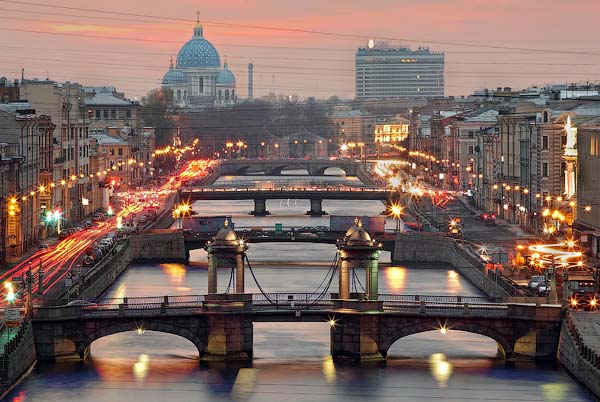
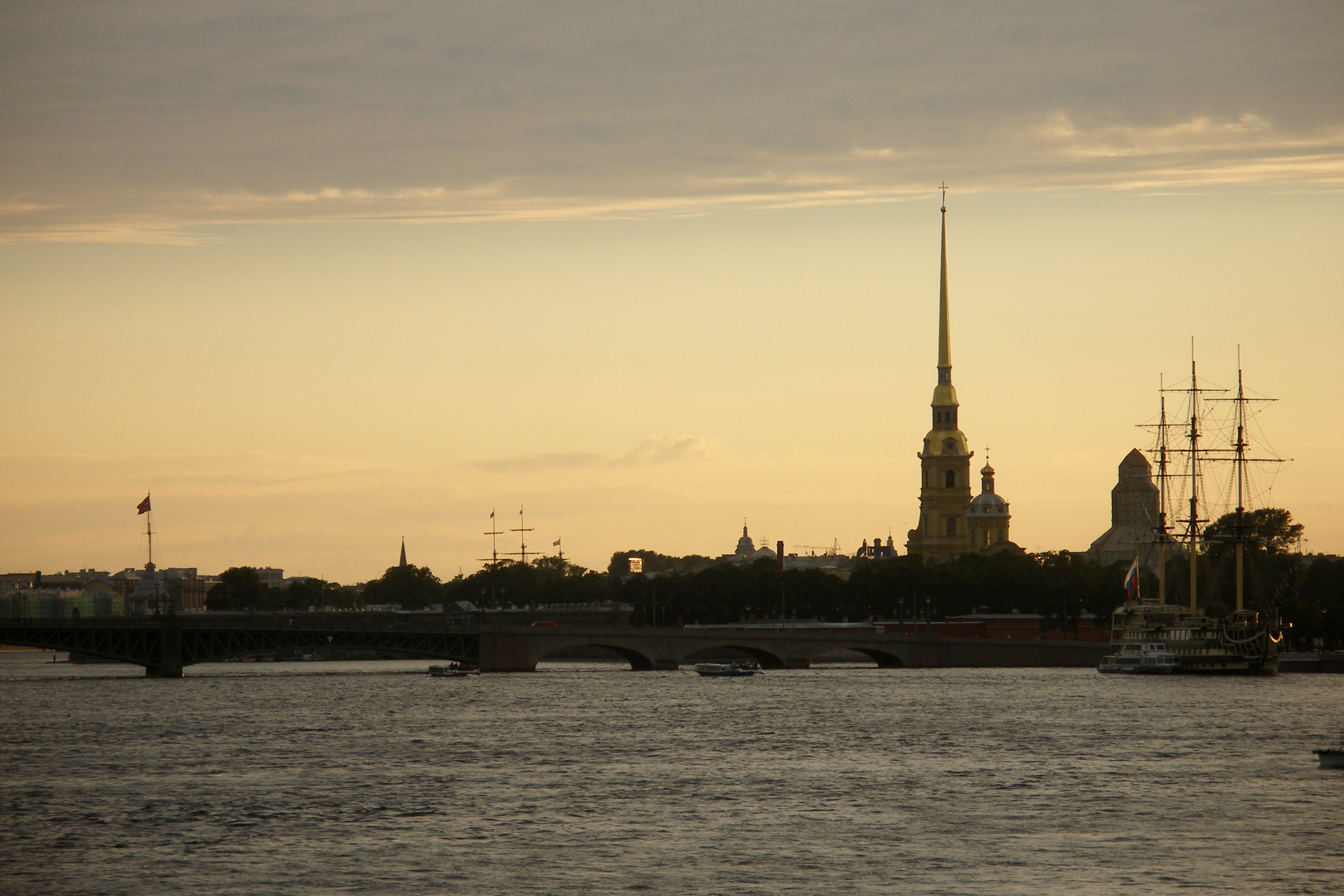
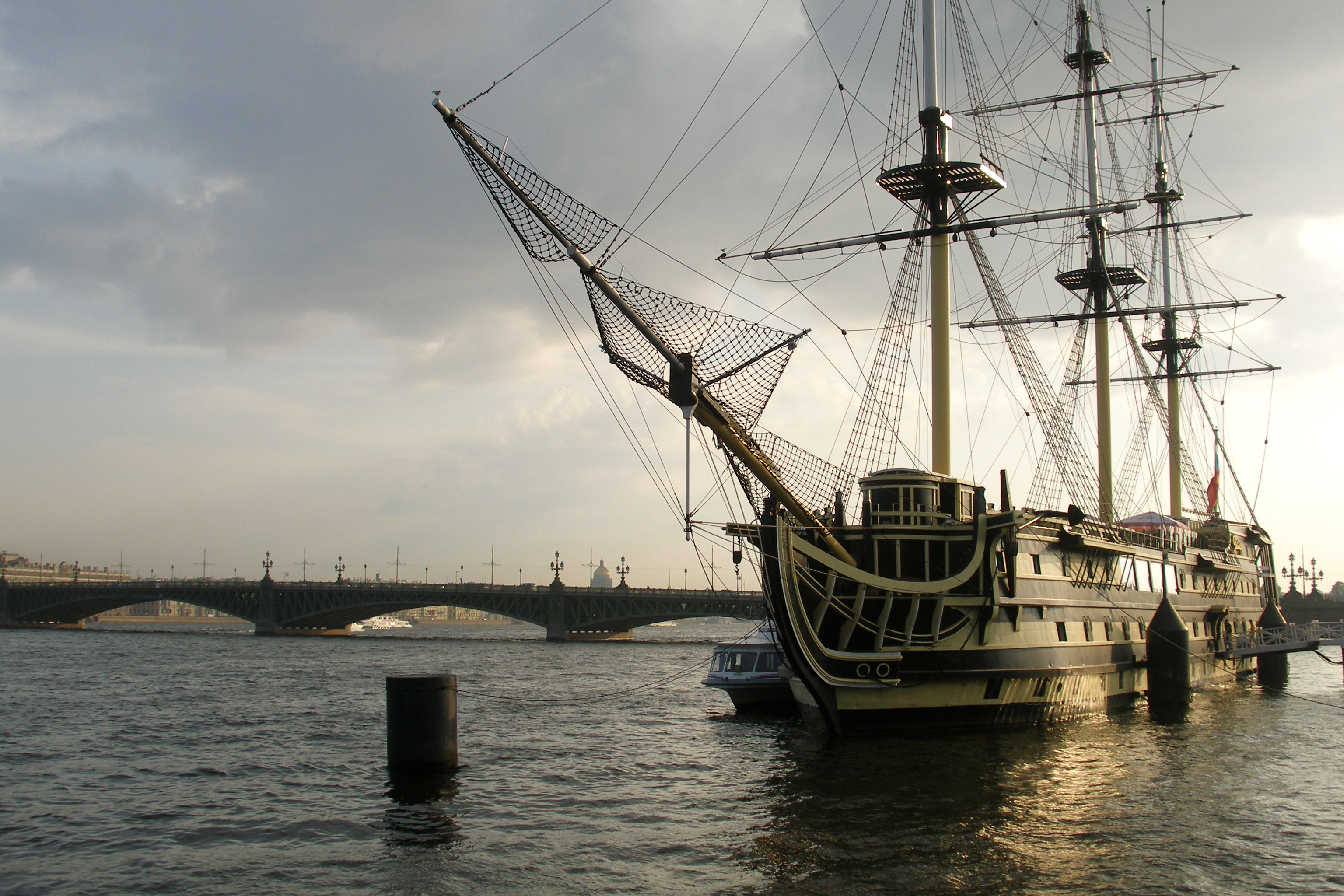
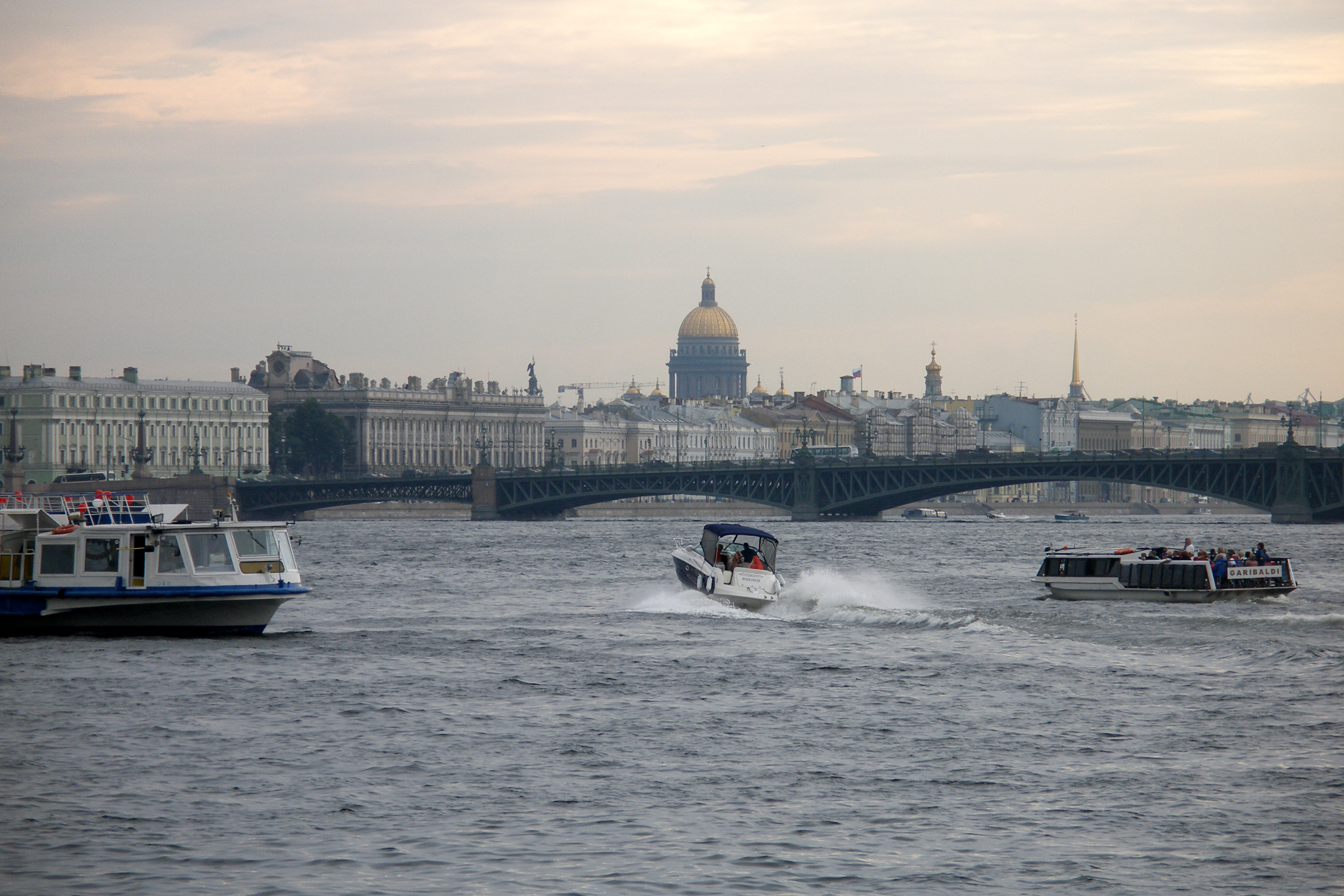
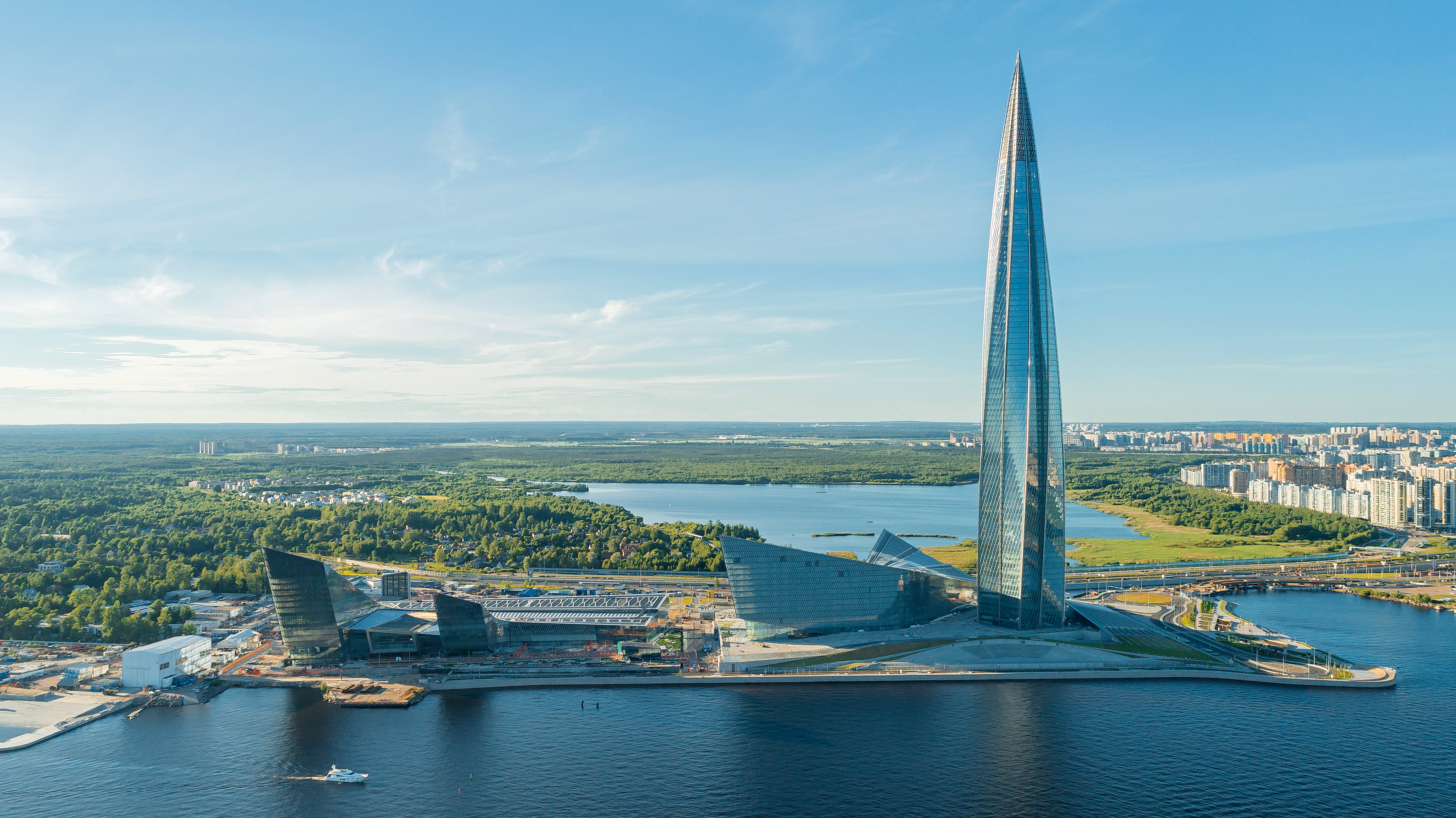